# Hadeninae

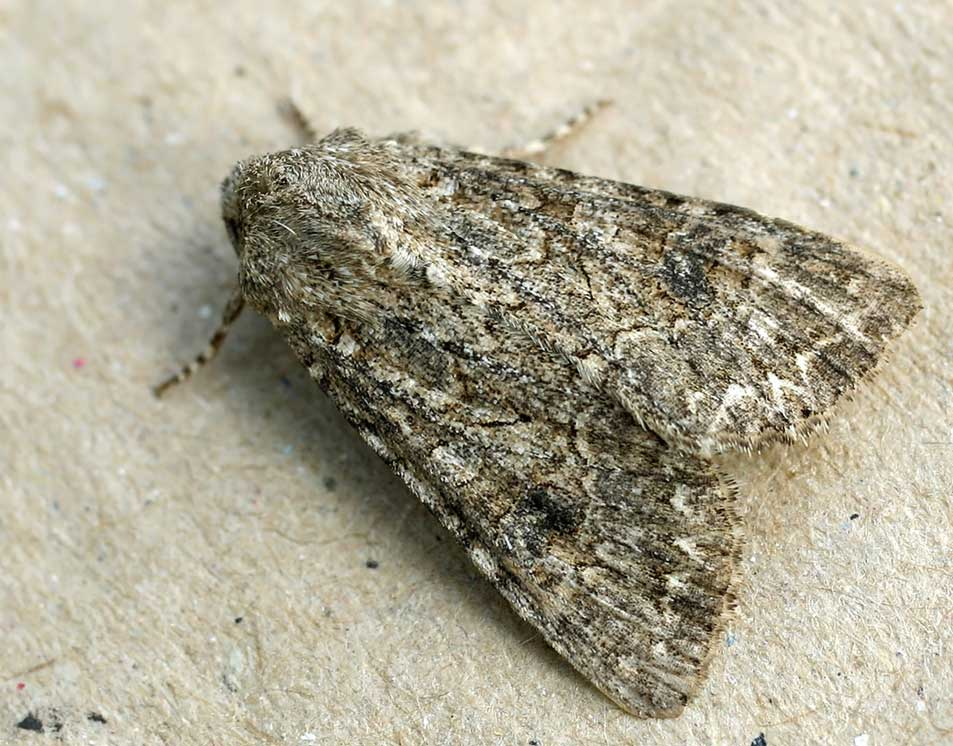
Hadula trifolii

Hadeninae trước đây là một phân họ bướm đêm trong họ Noctuidae, nhưng hiện tại nó đã được sáp nhập vào phân họ Noctuinae. Các tông Apameini, Caradrinini, Elaphriini, Episemini, Eriopygini, Hadenini, Leucaniini, Orthosiini, và Xylenini vì vậy cũng đã được chuyển từ Hadeninae đến Noctuinae.